# آلباتروس ال۸۴
آلباتروس ال۸۴ (به انگلیسی: Albatros_L_84) یک هواگرد از نوع جنگنده ساخت شرکت آلباتروس فلوکتسایک‌ورک/فوک-ولف در آلمان است. هواگرد آلباتروس ال۸۴ نخستین پروازش را در ۱۹۳۱ میلادی انجام داد. در مجموع، تعداد ۵ فروند از این هواگرد ساخته شده‌است.